# Divisão de Aviação Civil de Timor-Leste
A Aviação Civil de Timor-Leste é uma organização do governo, por parte da secretaria de Transportes E Comunicações no Ministério dos Transportes, Comunicações e Obras Públicas (MTCOP) para promover a segurança, a eficiência e a regularidade dos serviços de aviação em Timor-Leste. A divisão de aviação civil, também tem a responsabilidade geral de planeamento, implementação e operação dos serviços de aviação em Timor-Leste.

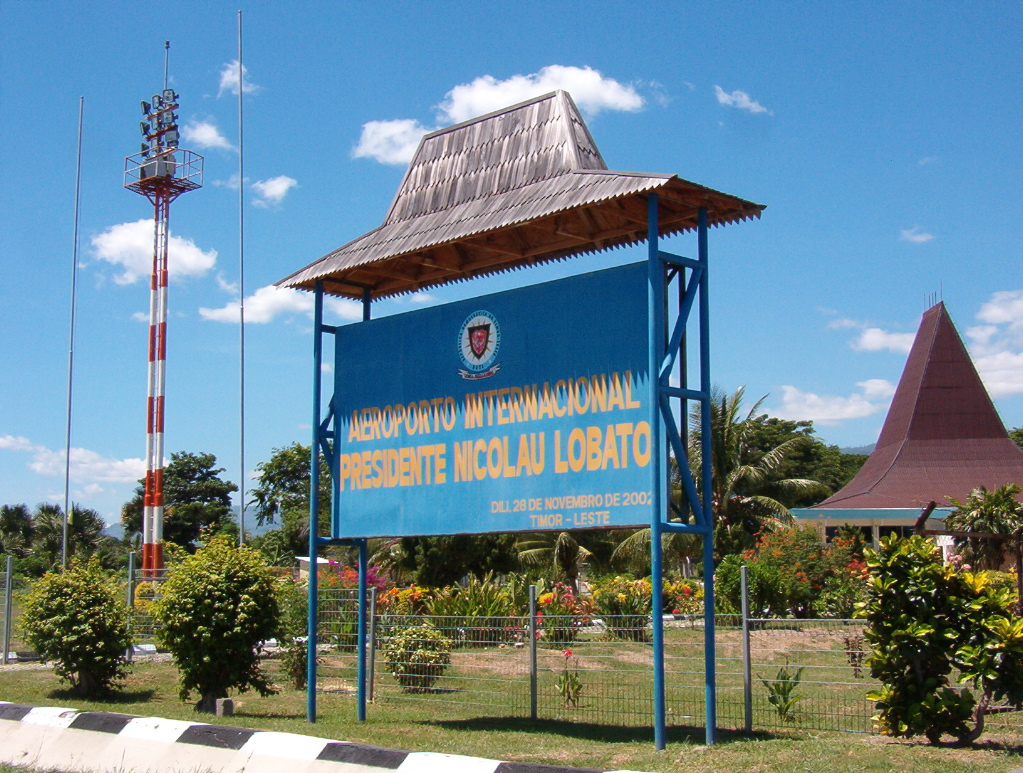
Aeroporto Internacional Presidente Nicolau Lobato em Díli, Timor-Leste

Os regulamentos aplicados pela divisão de aviação civil em Timor-Leste estão em conformidade com as Práticas Padrão e recomendadas pela Organização de Aviação Civil Internacional (ICAO). O chefe da Aviação Civil Divisão é um Diretor que aconselha o Ministro dos Transportes, Comunicação e Obras Públicas em todos as questões de política relativa à aviação civil internacional, inclusive aquelas relacionadas de serviços de navegação aérea em Timor-Leste.

## Operação doméstica
A Divisão de Aviação Civil fornece serviços aeroportuários e de navegação aérea, para o Aeroporto Internacional Presidente Nicolau Lobato, em conformidade com a norma internacional de serviço. Alguns outros aeroportos, como o de Baucau e Suai, permanecem como aeroportos não cobertos. A maioria dos voos operando em Lobato Internacional Aeroporto são voos charter.

## Operações estrangeiras
Atualmente há voos quinzenais partindo de Díli para Darwin, Austrália, realizados pela QantasLink, e um voo mensal para Kuala Lumpur, Malásia, operado pela AirAsia (fretado pela Air Timor).
O serviço de transporte de cargas é prestado regularmente pela AirNorth.
Antes da pandemia, a Drukair operava voos bissemanais entre Singapura e Díli, com conexão para Paro, Butão.
Existem três companhias aéreas estrangeiras que operam em Díli, para fins comerciais. Citilink e Sriwijaya Air, ambas da Indonésia fornecem diariamente os serviços de passageiros entre Jacarta, Dempassar e Díli, e Airnorth fornece serviços de passageiros, duas vezes ao dia, para Darwin.